# Јаворница
Јаворница (грч. Τρίλοφος, Трилофо) је насељено место у општини Бер у периферији Средишња Македонија, Грчка. Према попису из 2021. године било је 522 становника.
Према бугарском географу и историчару, Василу Канчову, у Јаворници је 1900. године живело 72 Словена хришћана. После 1923. године насељено је 105 грчких избегличких породица из Куклена у Бугарској, укупно 505 особа.